# 東京サンシャインボーイズ
東京サンシャインボーイズ（とうきょうサンシャインボーイズ）は、日本の劇団。三谷幸喜が主宰する。
人気絶頂期には、新宿にあったTHEATER/TOPS を拠点に活動していた。
映画などの原作クレジットでは「三谷幸喜と東京サンシャインボーイズ」と表記されるケースもある。

## 来歴
劇団名は、戦後流行ったブギウギ、暁テル子の「東京シューシャインボーイ」のもじりである（ニール・サイモン作の戯曲「サンシャイン・ボーイズ」からではない）。1983年、日本大学芸術学部に在籍していた三谷を中心に旗揚げした。
当初は名もない小劇団に過ぎなかったが、三谷幸喜の独特の感性による脚本、演出で次第にその評判を上げていき、「チケットのとれない劇団」とまでメディアにて言われるようになった。
「喜劇といえばブラック・コメディが主流」だった演劇界において、ニール・サイモンの影響を受け、オリジナル脚本ではそれまでの日本にはほとんどなかった「ウェルメイド・プレイ」（毒は少ないが、洗練された喜劇）を上演することが特徴で、80年代の「小劇場ブーム」を代表する野田秀樹や鴻上尚史の作風や、日本の小劇場演劇の誰からも影響を受けない集団として知られた。1990年代以降は、三谷がテレビドラマの脚本家として注目を浴びるようになり、団員たちも映像作品に進出した。
1994年、『東京サンシャインボーイズの罠』を最後に、30年間の充電期間に突入した。
2009年3月、「老境サンシャインボーイズの『リア玉』」を上演予定だった新宿のTHEATER/TOPSが閉館することとなったため、急遽東京サンシャインボーイズの新作『returns』が上演され、再度の充電期間に入った。『returns』の終演後には戸田恵子のアナウンスで「これより15年間の休憩に入ります……」との言葉が流れた。
2016年5月27日に、NHKBS2・NHK教育テレビで放送されていた『ラヂオの時間』、『ショウ・マスト・ゴー・オン～幕を降ろすな』、『東京サンシャインボーイズの「罠」』を収録したDVDが発売された（発行・販売元：NHKエンタープライズ）。
2024年7月、「東京サンシャインボーイズの罠」のパンフレットの約束通り2025年、約30年ぶりに再結集し、新作公演を行うことを発表。予告していた「リア玉」は玉の制作が間に合わず先送りになったという理由で「パルコ・プロデュース 2025 東京サンシャインボーイズ 復活公演『蒙古が襲来』」を上演。なお会見では三谷は「その次の公演は80年後、2105年に行う」と予告した。

## 主な俳優
- 西村まさ彦
- 梶原善
- 相島一之

以上3人が自称「東京サンシャインボーイズ幹部会」
- 阿南健治
- 小林隆
- 宮地雅子
- 甲本雅裕
- 斉藤清子
- 小原雅人
- 福島三郎（俳優→演出助手）
- 一橋壮太朗 - 主宰者三谷幸喜が劇団作品に出演した際の俳優名

### 元劇団員
- 伊藤俊人（故人）
- 深沢敦
- 松重豊
- 山田和也（演出）

## 主な客演
- 近藤芳正
- 高橋理恵子（演劇集団 円）
- 谷川清美（演劇集団 円）
- 西田薫（元劇団ショーマ）
- 野仲イサオ
- 福山桜子

## 研究生
- 吉田羊[7][8]

## 全公演記録
出典：

### 1983年

#### 6ペンスの唄
1983年3月19日 - 21日（池袋とまとハウス）
キャスト
- 木下グッドマン：中村吉郎
- 港町ローズ：路川真美子
- サッカリン錠：川原直樹
- 田螺虎之介：花井浩之
- にっこりサブ：豊増浩一郎
- J.P.千歳：武田光弘
- 邪大将：松重豊
- 地獄小僧：高橋源之介
- 常夏船長：山田勝夫
- ワンダフル王：関井富士男
- 浪花警部：高橋源之介
- スカイ支配人：松重豊
- 殺されるやくざの男：山田勝夫
- ホオギィ：三田幸吉（三谷幸喜）

スタッフ
- 作：三谷幸喜
- 演出：山田和也
- 音楽：川崎晴美
- 美術：和知憲一＆フリーなぐり
- 照明：佐藤公徳＆フリーライト
- 音響：小島雅子
- 衣装：STUDIO NEKO
- スチール：小野智光
- 歌唱指導：深沢あつし
- 指揮指導：大山浩
- アクション指導：高橋俊也
- 演出助手：小松尚子
- 舞台監督：後藤伸正
- 制作：A制作事務所・中島亨・村山雄一・佐藤奈子
- 協力：黄河社

#### プーサン酒場と3つのわくわくする物語
1983年9月30日 - 10月2日（池袋パモス青芸館）
キャスト
- "ラスティ"プーサン：深沢敦
- 石橋君：佐藤公徳
- 邪大将：松重豊
- たれこみまさ：吉田裕之
- マハトマ判事：SECKY不浄
- ボブ御曹司：三谷幸喜
- 国松：花井裕之
- ラッキー・小町：路川真美子
- イチモツ船長：松井英明
- プルチネラ：藤田かをり（9/30夜）・中田亜子（10/1昼）・酒井八千代（10/2昼）・山中祐子（10/1夜）・川崎晴美（10/2夜）
- ダフネ：かとうゆーり
- バレンタイン：川原直樹
- エンジェル：村松慎治
- テッペンハゲタカ：永井武晴
- キャプテン・コックローチ：高橋源之介
- スミレさん：白井美和子
- ユードー：中村吉郎
- 弾丸ストロング：豊増浩一郎
- 浪花警部補：高橋源之介
- 原田禄郎：塩川治男
- D.J.スキャットマン：橋本浩一

スタッフ
- 作：三谷幸喜
- 演出：山田和也
- 作、編曲・音楽監督：上村寛
- 「東京サンシャインボーイズのテーマ」作曲：川崎晴美
- 美術：和知憲一（FREE NAGURI）
- 照明：佐藤公徳（FREE LIGHT）
- 照明操作：玉置泉
- 衣装：小松尚子

- 衣装協力：芳賀一也
- 振付け：ラッキー・路川
- 特技監督：ダーク・吉田
- 歌唱指導：深沢敦
- 駄ジャレ指導：大木玉樹
- 演出助手：中村吉郎
- 舞台監督：酒井八千代
- 制作：天野方也
- 演奏：J.J.STATION（Sax：上村寛、B.：栗山宣幸、Drs.：正晴裕樹、Pf：松浦晃久、G.：三浦正志、Key.：大山浩）
- ピアノ演奏：川崎晴美

### 1984年

#### 冒険王サルマニ〜最後の挑戦
1984年5月4日（銀座みゆき館劇場）
キャスト
- サルマニ：豊増浩一郎
- コバチェフ：花井浩之
- 記者：三谷幸喜

スタッフ
- 脚本・演出：三谷幸喜
- 映像監督：伊東雅司
- アドバイザー：山田和也
- 制作：伊東雅司＆冒険王サルマニ実行委員会

#### 愛しの満天クラブ
1984年10月9日・10日（六本木アトリエフォンティーヌ）
キャスト
- ボス（経営者）：川原直樹
- 赤坂真一郎（経理）：松嶋真
- 三文バーンスタイン（ピアノ）：大山浩
- MC（司会）：照井端
- 石橋君（進行係）：佐藤公徳
- 宍戸老人（管理人）：高橋源之介
- ダライ・満願（チベット漫談）：SECKY不浄
- 高千穂リリー（歌姫）：白井美和子
- クリシー（ダンサー）：花井浩之
- タンク万太郎（ボードビリアン）：深沢敦
- オリバー（漫才師）：大木玉樹
- ローレル（漫才師）：大和田剛
- グレート大納言（手品師）：中村吉郎
- セント小納言（アシスタント）：長田聖一郎
- 小山内寛（劇作家）：三谷幸喜
- 少女（女の子）：岡田雪子
- 切干しダンカン（運び人）：村松慎治
- ダンディライオン（無頼漢）：松重豊
- マリー北島（令嬢）：遠井ちか
- 栗沢妙子（吾郎の妻）：酒井八千代
- 北海ジョーンズプロダクション社長）：武田光浩
- 小津フォッシー（演出家）：多田剛
- ハミング坂田（用心棒）：山口浩
- ロンリー張（謎の中国人）：松井英明
- テネシー神田川（日系二世）：草川想吾・吉田浩之（ダブル）
- 那智さん（大道具係）：和知憲一
- 満天ボーイズ：小野順平・柴田勉・豊増浩一郎
- 踊り：満天ダンシングチーム

スタッフ
- 作・演出：三谷幸喜
- 音楽：川崎晴美
- 美術：和知憲一（フリーナグリ）
- 照明：佐藤公徳（P）、渡辺美穂子（O）
- 衣装：ペコちゃん商会
- 小道具：柴田勉
- 振付：ビギン・ザ・敦
- 殺陣指導：高橋源之介
- プロダクションスーパーバイザー：山田和也
- SFXスーパーバイザー：吉田浩之
- プロダクションデザイナー：松嶋真
- 演出協力：中村吉郎、大木玉樹
- 舞台監督：酒井八千代
- 音響：武光コーポレーション
- 制作協力：田辺昌子
- 制作：B制作事務所

### 1985年

#### 48センチの喜劇
1985年3月7日 - 10日（シアター代官山）
キャスト
- 石橋慶太郎：佐藤公徳
- 風間草介：花井浩之
- 里島滝子：藤井理佐子
- 小倉健作：大山浩
- 岩崎愛子：登島貴子
- 森下仁太：長田聖一郎
- 猪熊雷電：吉田裕之、松嶋真
- 岩崎弥二郎：松重豊
- 小坂部嶺夫：中村吉郎
- 桑原高志：三谷幸喜
- 桑原良枝：泉田亜由美
- 足柄錦之介：村山雄一
- 只野哲郎：豊増浩一郎
- 只野むつみ：酒井八千代
- 武藤田勝利：川原直樹
- 篠原紳：大和田剛
- 荒畑満月：深沢敦

スタッフ
- 作：三谷幸喜
- 演出：山田和也
- 音楽：川崎晴美
- 美術：松嶋真
- 音響：会川真由美
- 照明：佐藤公徳（P）、渡辺美穂子（O）
- 衣装：ペコちゃん商会
- 特殊効果：藤井理佐子
- プロデューサー：武田光弘

#### くたばれサンダース
1985年9月20日 - 23日（シアター代官山）
キャスト
サンダース物産東京営業所
- 大河内康弘（所長）：伊東雅司
- 小池隆三（所長代理）：三谷幸喜
- 雨宮真吾（係長）：浅草ロック
- 片倉普作（主任）：進藤浩司
- 高崎照男（主任代行）：村松慎治
- 野々村守（主任代理）：大和田剛
- 小仏公市（主任代理補佐）：長田聖一郎
- 熊田春助（主任代理補佐代行）：花井浩之
- 戸田貫平（主任代理補佐代行見習）：梶原善
- 浅田すみ子（事務員）：福田浩子
- 大河内ウメ（大河内所長の一人娘）：泉田亜由美
- 星島星子（山伝商事の社長秘書）：登島尊子
- 山南熾人（山伝商事の副社長）：深沢敦
- 源田栄（審判）：SECKY不浄
- 大西多聞（戸田貫平の友人：松重豊

スタッフ
- 作・演出：三谷幸喜
- 演出協力：大山浩
- 美術：東雅
- 照明：佐藤公徳
- 衣装：ペコちゃん商会
- 舞台監督：酒井八千代
- プロダクションスーパーバイザー：山田和也
- 制作：武田光浩、草川想悟

### 1986年

#### ビリケン波止場のおさらばショップ
1986年12月24日 - 28日（下北沢ザ・スズナリ）
キャスト
- にっこりサブ：豊増浩一郎
- マダム・カノン：金森敏子・威妃登美
- メリル・船越：柴山みゆき
- 高値のハニイ：片山京子
- インゲ：松本理恵
- ツカサボタン：三谷幸喜
- ニナリッチ金剛：進藤浩司
- 切干ダンカン：ダックス小峰
- 松尾老人：SECKY不浄
- 突貫小僧：松本英樹
- そねみ男：梶原善
- マルセル夢二：大和田剛
- 浜栗福太郎：安富順
- 浪花警部：高橋源風
- スースー・スローリー：泉田亜由美
- 浜栗鈴子：福田浩子
- 浜栗まるみ：深沢敦
- ブーミン・石橋：佐藤公徳・猪狩俊久

スタッフ
- 作・演出：三谷幸喜
- 美術：和知憲一
- 照明：佐藤公徳
- 音響：猪狩俊久
- 音楽：テネシー・深沢
- 舞台監督・：進藤浩司
- 制作：泉田亜由美
- プロダクションスーパーバイザー：武田光弘
- スペシャルサンクス：福田真哉、花井浩之、カセ・プランニング・オフィス

#### オリジナルソング
「忘れじのあそこ」「二人はパートナー」「あなたを待つ間」「ビリケン波止場のおさらばショップ」
作詞：三谷幸喜、作曲：テネシー深沢、編曲：池田大介
- 1987年

#### 諸君! ミサイルだ
1986年2月15日（TBS放送「ピックアップシアター」）
キャスト
- 年配の男：安富順
- 会社員：猪狩俊久
- 妊婦：福田浩子
- 農夫：梶原善
- モデル：柴山みゆき
- カメラマン：大和田剛
- 行商のおばさん：片山京子
- 女子大生：松本理恵
- 労務者：SECKY不浄
- 電車の運転士：進藤浩司
- 電車の車掌：三谷幸喜
- ミサイルのパイロット：ダックス小峰
- 曹長：川原直樹
- 伍長：中島宏幸
- 巡査：深沢敦

スタッフ
- プロデューサー：豊原隆太郎、高田卓哉
- 演出：高田卓哉、田代誠、三谷幸喜
- 脚本：三谷幸喜

### 1987年

#### テキサスの4本の腕
1987年5月3日（ヤングプラザニッポン放送のステージ）
キャスト
- フランクおじさん：進藤浩司
- トビー：大和田剛
- 鬼松：ダックス小峰
- モンゴリウッド氏：三谷幸喜
- バッキー君：松本英樹
- シンシア：福田浩子
- 天竺丸：泉田亜由美
- モンゴリウッド夫人：松本理恵
- レフェリー：高橋源風
- 戦いの王マルス：深沢敦

スタッフ
- 作・演出：三谷幸喜

#### 眠りラクダのはじける音
1987年5月21日 - 24日（下北沢駅前劇場）
キャスト
- おじいちゃん：進藤浩司
- ママ：片山京子
- パパ：三谷幸喜
- テルト：大和田剛
- テトラ：松本理恵
- 隣のおばさん：深沢敦
- 先生：川原直樹
- おてんてん：泉田亜由美
- オーソン：ダックス小峰
- オーソンの妹：福田浩子
- 桜町のおじさん：高橋源風
- 部長：福田真哉
- 隣のおじさん：安富順

スタッフ
- 作・演出：三谷幸喜
- 照明：佐藤公徳
- 音響：猪狩俊久
- 舞台監督：進藤浩司
- スチール：永浜久
- デザイン：福田真哉
- 制作：泉田亜由美（オフィス・コードリー）

#### 旦那さまから一言
1987年9月17日 - 20日（シアター代官山）
キャスト
- 平泉義照（旦那さま）：一橋壮太朗（三谷幸喜）
- 平泉もなみ（お嬢さま）：福田浩子
- 田沼桶三郎（老僕）：安富順、（秘書）：泉田亜由美
- 山本長介（庭師）：ダックス小峰
- 吉本吉乃（家政婦）：松本理恵
- 黒岩弥一（門番）：福田真哉
- 原つかさ（ヘルパー）：水野裕子
- 麻布敬四郎（管理人）：高橋源風
- ジュリアーノ・高崎（吟遊詩人）：柳沢伸洋
- 玉野井孝一（御曹子）：相島一之
- びん（貧乏神）：梶原善

スタッフ
- 作・演出：三谷幸喜
- 演出助手：やまもと福市
- 舞台監督：富田聡
- 照明：佐藤公徳
- 音響：猪狩俊久
- 美術：山本靖之
- 衣装：ＺEN工房
- 情宣：福田真哉
- 制作：泉田亜由美（オフィス・コードリー）、梶原善

#### まさかり先生の愛と冒険
1987年11月26日 - 29日（新宿シアターモリエール）
キャスト
- まさかり先生（「マラカス王子の伝説」の作者）：相島一之
- マラカス王子（放浪の王子）・ヒチリキ（長老）：ダックス小峰
- まさかりくり子（先生の妻）・エンドラ（悪い魔女）：山吹ゆう子
- 猪木くん（べニーズの店員）・ミノさん（ミノタウルス）：梶原善
- きな子ちゃん（べニーズの店員）・ハチドリ（妖精）：水野裕子
- 小倉さん（べニーズの店員）・アイアンドーフ（正義の使者）：西村雅彦
- 長之背氏（トラック野郎）・ウマリボン（うま）：福田真哉
- もえちゃん（雑誌記者）・メノタマ姫（マルガオ国の姫）：泉田亜由美
- 蘭子さん（薄幸のホステス）・キリタンポポ姫（カラスミ国の姫）：福田浩子
- 磯吉（ハスラー）・アザブ大納言（悪の帝王）：川原直樹
- 小早川さん（編集者）：一橋壮太朗（三谷幸喜）

スタッフ
- 作・演出：三谷幸喜
- 演出助手：やまもと孫市
- 舞台監督：富田聡
- 照明：佐藤公徳
- 美術：山本勘助
- 音響：会川真由美
- SFX：後藤麻生
- 衣装：ZEN・斎藤公恵
- 情宣：福田真哉
- 制作：泉田亜由美（オフィスコードリー）、梶原善

### 1988年

#### ブロードウェイの生活
1988年4月14日 - 17日（下北沢駅前劇場）
キャスト
- トニー・猿渡：相島一之
- 千田バーバラ：山吹ゆう子
- 川島せつ子：水野裕子
- おさるのピンキー：福田真哉
- 遠井その子：泉田亜由美
- どんなもんだジロー：ダックス小峰
- すったもんだジョージ：小森谷徹
- 山根とり子：松本理恵
- 平和ポール：一橋壮太朗（三谷幸喜）
- 平和ポーラ：宮地雅子
- 陽気なパン屋の主人：佐藤公徳
- 内気なパン屋の店員：大竹潤一郎
- フレッド・ケリー：西村雅彦
- すかしのゲン：西村雅彦
- マスター：西村雅彦
- 支配人：西村雅彦
- 三条ゆかり：西村雅彦
- 医師：西村雅彦
- 駅員：西村雅彦
- 公園の売り子：西村雅彦
- 勝連太郎：西村雅彦

スタッフ
- 作・演出：三谷幸喜
- 演出助手：やまもと孫市
- 照明：佐藤公徳
- 装置：大竹潤一郎
- 音響：岩城正恵、池田晶子
- SFX：後藤麻生
- 宣伝美術：松田理麻、SONO、福田真哉
- 舞台監督：富田聡
- 制作：泉田亜由美

#### 青池さんちの犯罪
1988年9月27日 - 10月2日（下北沢駅前劇場）
キャスト
- 青池都一：相島一之
- 青池はるか：山吹ゆう子
- 桑原てい：宮地雅子
- 小石川ちなみ：松本理恵
- 小石川大造：小森谷徹（花組芝居）
- 稲薬小次郎：小林隆
- 山田八郎：梶原善
- 権藤良一：福田真哉
- 権藤民子：水野裕子
- 課長・吉ケ崎：一橋壮太朗（三谷幸喜）
- 豊臣茂平次：福島三郎
- 大錦藤寿：今村英治
- 風間風太郎：ダックス小峰

スタッフ
- 作・演出：三谷幸喜
- 演出助手：やまもと孫市
- 照明：佐藤公徳、岡森万希
- 装置：大竹潤一郎
- 音響：末安学
- オリジナル音楽：木村浩介
- 特殊技術：後藤麻生
- チラシイラスト：SONO
- 宣伝美術：福田真哉、松田理麻
- スチール：櫻井絹子
- 舞台監督：津々見俊丈
- 制作：泉田亜由美、中村修子、青木裕一
- 装置製作：高田太郎、星野充紀、近藤慎也、小林民生、小野雅彦、奥村直義
- 転換要員：今村英治、今村明宏
- ビデオ制作：坂野正人
- 協力：号新平事務所

### 1989年

#### こんな夜の話
1989年1月13日（新宿SOUND HOUSE）
STARRING
- 雅西雅
- 宮地雅子
- 山吹ゆう子
- 相島一之
- ダックス小峰
- 小森谷徹
- 小林隆
- 梶原善
- 水野裕子
- 松本理恵
- 一橋壮太朗（三谷幸喜）
- 山川のりを（DEEP＆BITES）

STORIES
「斎田君の冒険Ⅰ~Ⅴ」「D.J.ブルースⅠ・Ⅱ」「夜の英会話」「NTT危機一髪」「唄う新妻」「逢瀬菊次郎の決断」「退職の日Ⅰ・Ⅱ」「男の対決」「観客席から」「黄昏のドン・キホーテ」「うさぎ屋」「明るい勤労青年の最期」「豪快！スポーツ父さん」「まじめに聞け」「おばさん激突」「こんな夜は」
STAFF
- 照明：佐藤公徳
- 音響：三谷幸喜
- 衣装：木舗ミヤコ、水野裕子
- 振付：水野裕子、山吹ゆう子
- 制作：泉田亜由美、中村修子
- 協力：今村英治、今村明宏、（株）文京ケーブルネットワーク

ORIGINAL　SONG
「こんな夜は」作詞・作曲：三谷幸喜、編曲：山川のりを

#### デラシネ父さんのこと
1989年3月15日 - 21日（下北沢駅前劇場）
キャスト
- 坂東志郎：小林隆
- おじいさん（坂東国太郎）：雅西雅
- しろう（少年時代のしろう）：水野裕子
- おとうさん（坂東平八郎）：相島一之
- おかあさん（坂東勝江）：宮地雅子
- あーちゃん（坂東綾子）：山吹ゆう子
- みさおばさん（坂東みさ子）：松本理恵
- さのさん（佐野宗春）:ダックス小峰
- たかこおばさん（平高子）：福田浩子
- たいらさん（平茂盛）：一橋壮太朗（三谷幸喜）
- さのさんのおくさん（佐野初代）：泉田亜由美
- たろう（坂東太郎）：水野裕子

スタッフ
- 作・演出：三谷幸喜
- 照明：佐藤公徳
- 装置：大竹潤一郎
- 音響：岩城正恵
- 衣装：木舗ミヤコ
- スチール：櫻井絹子
- 宣伝美術：SONO、水野裕子、福田真哉
- メンタルスーパーバイザー：梶原善
- 舞台監督：津々見俊丈
- 制作：泉田亜由美、中村修子
- 制作協力：福島三郎
- 協力：下北沢駅前劇場、号新平事務所、（株）文京ケーブルネットワーク

#### 天国から北へ3キロ
1989年7月4日 - 9日（下北沢駅前劇場）
キャスト
〈天国の人々〉
- 巴さん：相島一之
- 千代田たま子：宮地雅子
- 千代田久作：阿南健治
- 千代田はま：山吹ゆう子
- 千代田喜久夫：ダックス小峰
- 千代田きみ子：かんみほこ
- 千代田小鉄：福島三郎
- 乃木平助：小林隆
- 鴨田とよ子：松本理恵
- 常磐さん：泉田亜由美
- マンショ：近藤慎也
- オゾノ：星野充紀

〈現世の人々〉
- 田山雄三：西村雅彦
- 小川知太郎：梶原善
- 紋田哲次郎：甲本雅裕
- 乃木早苗：斉藤清子
- ルーシー蓮池：水野裕子
- 芦屋板之助：網浜ベビー（甲本雅裕）
- 鴨田修：一橋壮太朗（三谷幸喜）

スタッフ
- 作・演出：三谷幸喜
- 照明：佐藤公徳
- 装置：大竹潤一郎
- 音響：河村徳子
- 衣装：パッcam'aらーだ木舗ミヤコ
- 津々見俊丈
- 制作：泉田亜由美、中村修子
- 協力：号新平事務所、（株）文京ケーブルネットワーク

#### サンシャインの世界は廻る
1989年9月7日・8日（横浜相鉄本多劇場）
キャスト
- 松本理恵
- 宮地雅子
- 相島一之
- 西村雅彦
- 梶原善
- 福島三郎
- 小林隆
- ダックス小峰
- 甲本雅裕
- 一橋壮太朗
- 山吹ゆう子
- 水野裕子

STORRIES
「逃亡者Ⅰ~Ⅲ」、「ピンキーの大冒険Ⅰ~Ⅳ」、「立体紙芝居、おいそれ博士と熱血ロジャーⅠ~Ⅲ」、「明るい勤労青年の最期Ⅱ」、「ハーイ！黒沢先生Ⅰ・Ⅱ」、「デュークⅠ・Ⅱ」、「あなただけお邪魔さまⅠ・Ⅱ」、「月波さん一家、東京へ行くⅠ・Ⅱ」、「山の手ザ・ムーチ」、「おっさんⅠ・Ⅱ」、「老人とウニ」
スタッフ
- 照明：佐藤公徳
- 美術：大竹潤一郎
- 音響：河村徳子
- 衣装：木舗ミヤコ
- 宣伝美術：水野裕子
- 振付：大熊めぐみ（山の手ザ・ムーチ）
- 舞台監督：福迫由紀
- 制作：泉田亜由美、中村修子、長谷川伸治
- 協力：高田太郎、小林民生、星野充紀、近藤慎也、小林誉、平弓子、（株）文京ケーブルネットワーク、相鉄本多劇場

ORIGINAL SONG
「旅はいいな」作詞・作曲：三谷幸喜、編曲：Jr.松田

#### 眠りラクダのはじける音（再演）
1989年11月22日 - 12月3日（下北沢駅前劇場）
キャスト
- テルト：相島一之
- おじいちゃん：西村雅彦
- オーソン：ダックス小峰
- テトラ：宮地雅子
- ママ：松本理恵
- パピー：梶原善
- 隣のおばさん：山吹ゆう子
- ちよ子さん：福田浩子
- おてんてん：水野裕子
- しんちゃんおじさん：小林隆
- 隣のおじさん：福島三郎、甲本雅裕
- 水亀もと子：かんみほこ
- 双子山先生：一橋壮太朗（三谷幸喜）
- おとんとん：甲本雅裕、福島三郎

スタッフ
- 照明：佐藤公徳
- 美術：大竹潤一郎
- 衣装：木舗ミヤコ
- 音響：河村徳子
- 特殊効果：後藤麻生
- 宣伝美術：水野裕子
- 小道具：水原裕善、ズボン刑事
- 脚本・演出：三谷幸喜
- 舞台監督：津々見俊丈
- 制作：泉田亜由美、中村修子、長谷川伸治
- 協力：加藤雅也、金砥賢爾、小梶直人、斎藤清子、福迫由紀、河本義生、平弓子、中山千夏、（株）文京ケーブルネットワーク、ギロチンチョップス、カセプランニングオフィス

### 1990年

#### 東京の冬
1990年2月13日 - 15日（VIEPLAN THEATER）
キャスト
- 相島一之
- 小林隆
- 宮地雅子
- かんみほこ
- 西村雅彦
- 甲本雅裕
- 斎藤清子
- 梶原善
- 一橋壮太郎
- 福島三郎

STORIES
「無為の結末」、「万物の事情」、「悲愁の浮力」、「時代の原型」、「失意の法則」、「美妙の碑銘」、「全能の諦観」、「飛沫の頓挫」、「砂の壮途」、「視界の参列」
STAFF
- 照明：佐藤公徳
- ピアノ演奏：金森沙流子
- 制作：泉田亜由美、中村修子
- 協力：（株）東京ケーブルネットワーク
- 制作協力：大口星子、笹山明日香

#### 彦馬がゆく
1990年4月10日 - 15日（下北沢ザ・スズナリ）
キャスト
- 神田彦馬（写真師）：小林隆
- 菊（彦馬の妻）：かんみほこ
- 小豆（彦馬の娘）：宮地雅子
- 金之介（彦馬の次男）：水野裕子
- 陽一郎（彦馬の長男）：相島一之
- しのぶさん（陽一郎の恋人）：斉藤清子
- 桂小五郎（長州藩士）：梶原善
- 坂本竜馬（土佐脱藩浪人）：西村雅彦
- 伊藤俊介（長州藩士）：甲本雅裕
- 近藤勇（新選組組長）：阿南健治
- 西郷吉之助（薩摩藩士）：福島三郎

スタッフ
- 照明：佐藤公徳、岡森万希
- 美術：大竹潤一郎
- 音響：河村徳子
- 宣伝美術：水野裕子、（有）アド・ツー
- 衣装：パッcam'aらーだ木舗ミヤコ
- 舞台監督：大竹潤一郎
- 写真：櫻井絹子
- スチール：中川忠満
- 制作：泉田亜由美、中村修子、大口星子、笹山明日香
- 協力：（株）東京ケーブルネットワーク、高田太郎、加藤雅也、星野充紀、津々見俊丈、今村英治、板野正人、キミコ・プラン・ドゥ

#### 12人の優しい日本人
1990年7月30日 - 8月3日（シアターサンモール）
キャスト
- 陪審員
  - 1号：小原雅人
  - 2号：相島一之
  - 3号：阿南健治
  - 4号：小林隆
  - 5号：かんみほこ
  - 6号：一橋壮太朗
  - 7号：梶原善
  - 8号：斉藤清子
  - 9号：西村雅彦
  - 10号：宮地雅子
  - 11号：野仲功
  - 12号：伊藤俊人
- 守衛：福島三郎
- 青年：甲本雅裕
- 裁判長（声）：山本亘

スタッフ
- 舞台監督：津々見俊丈
- 演出協力：渡辺博哉
- 美術：大竹潤一郎
- 照明：佐藤公徳、岡森万希
- 音響：河村徳子
- 宣伝美術：水野裕子
- スチール：中川忠満
- 制作：泉田亜由美、大口星子、笹山明日香
- 協力：福山規子、渡辺ちよ、鳥居和昌
- 美術指導：沼田憲平
- 美術制作協力：古川雅之

#### ブロードウェイの生活（再演）
- 1990年11月7日 - 14日（下北沢駅前劇場）
- 1990年12月28日・29日（新神戸オリエンタル劇場）

キャスト
- トニー・猿渡：相島一之
- 平和ポーラ：宮地雅子
- 大熊富夫：小林隆
- 団ジョージ（清水均）：伊藤俊人
- 清水そと子：水野裕子
- 平和ポール（中井万作）：一橋壮太朗
- 市川雁之助：阿南健治
- 市川れんげ：かんみほこ
- ボンソワール夫人（金森夫人）：斎藤清子
- 玉木大五郎：西村雅彦
- 黒沢モラン：福島三郎
- 中島辰男：甲本雅裕
- フレッド・ケリー：梶原善
- 若松（テレビ局AD）：梶原善
- 金森慎太郎：梶原善
- 一条さゆり：梶原善
- 平和ポポロ：梶原善
- 斬られのにら蔵：梶原善
- 馬浜（ボーイ）：梶原善
- 栗山（工事夫）：梶原善
- 北海次郎（監督）：梶原善
- 東海林（公園の管理人）：梶原善
- 千田（親父）：梶原善
- ミス・アモーレ：梶原善
- おっさん：梶原善
- 勝連太郎：梶原善

スタッフ
- 美術：大竹潤一郎
- 照明：松村光子
- 音響：河村徳子
- 舞台監督：大木玉樹
- 照明操作（神戸版）：佐藤公徳、岡村万希
- イラスト：水野裕子
- 宣伝美術：鳥居和昌
- 演出協力：渡辺博哉
- 制作：泉田亜由美、大口星子、笹山明日香
- 協力：（株）東京ケーブルネットワーク
- 協力：今村英治

### 1991年

#### 12人の優しい日本人（再演）
1991年3月21日 - 29日（シアタートップス）
キャスト
- 陪審員
  - 1号：小原雅人
  - 2号：相島一之
  - 3号：阿南健治
  - 4号：小林隆
  - 5号：岡崎淑子
  - 6号：一橋壮太朗
  - 7号：梶原善
  - 8号：斉藤清子
  - 9号：西村雅彦
  - 10号：宮地雅子
  - 11号：野仲功
  - 12号：伊藤俊人
- 守衛：福島三郎
- 青年：甲本雅裕
- 裁判長（声）：山本亘

スタッフ
- 美術：大竹潤一郎
- 美術助手：笹山明日香
- 照明：佐藤公徳
- 音響：河村徳子、秀島正一
- 演出協力：渡辺博哉
- 舞台協力：大木玉樹
- 宣伝美術：鳥井和昌
- イラスト：水野裕子
- 舞台写真：中川忠満
- 制作：泉田亜由美、大口星子
- 協力：山本修司、滝田智子、松本千恵子、大平典子、東京壱組、ニッポン放送

#### ショウ・マスト・ゴー・オン〜幕をおろすな
1991年6月13日 - 17日（下北沢本多劇場）
キャスト
- 進藤春五郎：西村雅彦
- 木戸浩之：伊藤俊人
- 番場のえ：宮地雅子
- 大瀬友康：福島三郎
- 久野あずさ：斎藤清子
- 八代平次：阿南健治
- 木村さち：水野裕子
- 栗林淳一：小林隆
- 黒木七右衛門：小原雅人
- 中島辰男：甲本雅裕
- 鴻池先生：相島一之
- 宇沢萬：梶原善
- 進藤あさ子：横田由和
- 佐渡島滝子：杉村理加

スタッフ
- 美術：大竹潤一郎
- 美術助手：笹山明日香
- 照明：佐藤公徳
- 音響：河村徳子、秀島正一
- 舞台監督：田島芳明
- 舞台協力：大木玉樹
- 衣装：木舗ミヤコ
- イラスト：水野裕子
- 写真：笹谷高弘
- 宣伝美術：鳥井和昌
- 舞台写真：中川忠満
- 制作：泉田亜由美、大口星子、白井美和子、田村恵美
- 後援：ニッポン放送
- 協賛：（株）学生後援会

### 1992年

#### 99連隊
- 1991年12月21日 - 1月5日（シアタートップス）
- 1992年1月10日 - 12日（相鉄本多劇場）

キャスト
- 川勝優：西村雅彦
- 佃春夫：甲本雅裕
- 小仏京一：近藤芳正（劇団七曜日）
- 花井伸郎：山本満太（劇団ショーマ）
- 柴田村修：梶原善
- 井戸健：伊藤俊人
- 矢沢純一：相島一之
- 丸尾あきら：福島三郎
- 大石良雄：小林隆
- 氷見検子：阿南健治
- 小西拓也：小原雅人

スタッフ
- 舞台監督：田島芳明
- 舞台美術：大竹潤一郎
- 照明：佐藤公徳
- 音響：河村徳子、秀島正一
- 衣装：宮本まさ江
- イラスト：水野裕子
- 宣伝美術：鳥井和昌
- 舞台助手：笹山明日香
- 制作：泉田亜由美、大口星子、白井美和子
- 制作協力：山本修司、松本千恵子、津田智子、大平典子、萩原恵美
- 舞台写真：中川忠満
- 後援：ニッポン放送
- 協賛：サントリー株式会社

#### 小さな戦場と大きな女
- 1991年12月24日・27日・30日・1992年1月3日（シアタートップス）
- 1992年1月8日・9日（相鉄本多劇場）

キャスト
- 川上すみれ：斎藤清子
- 井沢なぎさ：宮地雅子

スタッフ
- 舞台監督：田島芳明
- 舞台美術：大竹潤一郎
- 照明：佐藤公徳
- 音響：河村徳子
- 衣装：宮本まさ江
- 宣伝美術：水野裕子
- 舞台助手：笹山明日香
- 制作：泉田亜由美、大口星子、白井美和子
- 制作協力：山本修司、松本千恵子、津田智子、大平典子、萩原恵美
- 舞台写真：中川忠満
- 後援：ニッポン放送

#### ショウ・マスト・ゴー・オン〜幕をおろすな（TV版）
1992年4月30日（フジテレビ）
キャスト
- 進藤組の舞監クルー
  - 進藤（舞台監督）：西村雅彦
  - 木戸（舞台監督助手）：伊藤俊人

- 東京シャンシャンボーイズのメンバー
  - 伊丹（主催者・作・演出）：一橋壮太朗
  - 歩田いずみ（制作）：斎藤清子
  - 木枯（役者・浅野内匠頭）：小林隆
  - 配島（役者・堀部安兵衛）：相島一之
  - 小中（役者・吉良上野介）：野中功
  - 阿東（役者・大石内蔵助）：阿南健治
  - みんかほこ（役者・遥泉院）：かんみほこ
  - 狩原（役者・赤垣源蔵）：梶原善
  - 番場のえ（役者兼舞台監督見習い）：宮地雅子
  - 今村英治（役者兼舞台監督見習い）：今村英治
  - お手伝いのお嬢さんA：大口星子
  - お手伝いのお嬢さんB：田村恵美
  - お手伝いのお嬢さんC：古都葉あや

- その他スタッフ
  - 加藤（照明）：福島三郎
  - 大利根（美術）：甲本雅裕
  - 沢村（音響）：水野裕子
  - 山本（トラック運転担当）：山本修司
  - 七右衛門（小道具作りの名人）：小原雅人
  - 今村茂（今村英治の父）：二瓶鮫一

- その他の人々
  - 小山内寛（演劇評論家）：まつおあきら
  - 品田あい（ライター）：白井美和子
  - 佐々木（小屋主）：近藤芳正
  - 村田（カントリー食品宣伝課）：泉田亜由美

スタッフ
- 企画：鈴木哲夫（フジテレビ）
- プロデューサー：本間信行、藤田知久
- 監督：藤由紀夫
- 原案・脚本：三谷幸喜
- 制作：フジテレビ、C・A・L
- 制作協力：東京サンシャインボーイズ

#### なにもそこまで
1992年4月15日 - 19日（新宿全労災ホールスペースゼロ）
1992年5月3日 - 4日（新神戸オリエンタル劇場）
1992年5月8日 - 25日（新宿シアタートップス）
キャスト
- 小野正樹：伊藤俊人
- 目黒学：梶原善
- 目黒ちえ：斎藤清子
- 只野健：小林隆
- 只野むつみ：宮地雅子
- 武藤田勝利：西村雅彦
- 神保保：阿南健治
- 小池清志：近藤芳正（劇団七曜日）
- 中島辰夫：甲本雅裕
- 黒尾裕親：相島一之
- 冴島さやか：岡崎淑子
- 岩根五郎：野中功
- 熊倉一機：小原雅人
- 鴨田隆則：福島三郎

スタッフ
- 作・演出：東京サンシャインボーイズ
- 舞台美術：大竹潤一郎
- 照明：佐藤公徳
- 音響：河村徳子、秀島正一
- 衣装：宮本まさ江、浜井貴子、小沼みどり
- 舞台監督：村岡晋
- 舞台監督助手：笹山明日香
- 舞台部協力：山本修司、小関安里、
- イラスト：水野裕子
- 宣伝美術：鳥井和昌（Mid inc.）
- 制作：大竹亜由美、大口星子、白井美和子
- 協力：松本千恵子、野間亜由子、北原雅之、萩原恵美、康田喜代美、北川千珠子、C-COM舞台装置
- スチール：中川忠満、松山悦子
- 協賛：サントリー株式会社
- 後援：テレビ東京12

#### 12人の優しい日本人（再々演）
1992年9月8日 - 20日（渋谷パルコスペースパート3）
キャスト
- 陪審員
  - 1号：甲本雅裕
  - 2号：相島一之
  - 3号：小林隆
  - 4号：阿南健治
  - 5号：横田良和
  - 6号：近藤芳正（劇団七曜日）
  - 7号：梶原善
  - 8号：斉藤清子
  - 9号：西村雅彦
  - 10号：宮地雅子
  - 11号：野仲功
  - 12号：伊藤俊人
- 守衛：小原雅人

スタッフ
- 作・演出：三谷幸喜と東京サンシャインボーイズ
- 美術：大竹潤一郎
- 照明：佐藤公徳
- 照明操作：岡森万希、小保内陽子
- 音響：河村徳子、秀島正一
- 衣装：宮本まさ江、浜井貴子
- メイク：小沼みどり
- 特殊メイク：佐和一広
- 舞台監督：村岡晋
- 舞台監督助手：山本修司
- 演出助手：福島三郎、小関安里
- 宣伝美術：鳥井和昌（Mid inc.）
- イラスト：大蔵雅彦
- スチール：松山悦子、中川忠満
- 制作：佐藤玄（パルコ）、大竹亜由美、大口星子、白井美和子
- 協力：C-COM舞台装置、第一衣装、（株）オリバーピープルズ東京ギャラリー、アルゴプロジェクト、ネピュラプロジェクト、ポスター・ハリス・カンパニー、松本千恵子、萩原恵美、北川千珠子、康田喜代美、田中忠一、風間慎一、桑原芳子
- 企画・制作：（株）パルコ、東京サンシャインボーイズ

#### もはやこれまで
- 1992年10月27日 - 11月25日（シアタートップス）
- 1992年11月28日 - 12月1日（愛知県芸術劇場（小ホール））
- 1992年12月15日 - 17日（上本町近鉄劇場）

キャスト
- パジャマ姿の男：西村雅彦
- パジャマ姿の男の妻：宮地雅子
- おせっかいな男：小林隆
- おせっかいな男の妻：杉村理加
- 動物好きな男：梶原善
- 関西なまりの男：阿南健治
- サンバ好きな青年：甲本雅裕
- ソウルのないウェイター：福島三郎
- 物静かな老人：野中功
- 小柄な男：伊藤俊人
- めかし込んだ女：斎藤清子
- ワイルドな男：相島一之

スタッフ
- 作・演出：三谷幸喜と東京サンシャインボーイズ
- 美術：大竹潤一郎
- 照明：佐藤公徳、岡森万希
- 音響：河村徳子、秀島正一
- 衣装：宮本まさ江、浜井貴子、竹間美幸
- 舞台監督：村岡晋
- 舞台監督助手：山本修司
- 演出助手：小関安里
- 宣伝美術：鳥井和昌（Mid inc.）
- イラスト：水野裕子
- スチール：松山悦子
- 制作：大竹亜由美、大口星子、白井美和子
- 協力：C-COM舞台装置、第一衣装、（株）オリバーピープルズ東京ギャラリー、アルゴプロジェクト、ネピュラプロジェクト、ポスター・ハリス・カンパニー、松本千恵子、萩原恵美、北川千珠子、康田喜代美、田中忠一、風間慎一、岡畑修二
- 協賛：サントリー株式会社
- 主催：（大阪公演）テレビ大阪
- 協力：近鉄劇場
- 主催：愛知県芸術劇場オープニング演劇祭実行委員会、（名古屋公演）愛知県文化芸術振興事業団

### 1993年

#### ラヂオの時間
- 1993年3月12日 - 20日（新宿シアタートップス）
- 1993年3月23日 - 4月6日（新宿シアターサンモール）
- 1993年7月7日 - 13日、9月16日・17日（神奈川県立青少年センター、平成5年度神奈川県高等高校合同演劇鑑賞会）
- 1993年7月11日（神奈川県立青少年センター）
- 1993年8月31日 - 9月2日（上本町近鉄小劇場）
- 1993年9月4日・5日（天神イムズホール）
- 1993年9月8日 - 10日（相模原南市民ホール、相模原演劇鑑賞会）

キャスト
- 牛島（プロデューサー）：西村雅彦
- 工藤（ディレクター）：甲本雅裕
- 太田黒（AD）：梶原善
- 城之内（タイムキーパー）：西田薫（劇団ショーマ）
- バッキーさん（放送作家）：野中功
- 保坂任三郎（ナレーター）：相島一之
- 千本のっこ：斎藤清子
- 浜村錠：小林隆
- 山田ヒロミツ：伊藤俊人
- 緒方べん：阿南健治
- 鈴木郁（新人作家）：宮地雅子
- 鈴木主水（郁の夫）：近藤芳正

スタッフ
- 作・演出：三谷幸喜
- 舞台美術：大竹潤一郎
- 照明：佐藤公徳
- 音響：河村徳子、秀島正一（東京公演）
- 衣装：宮本まさ江、浜井貴子（東京公演）、松井律子（地方公演）
- 舞台監督：村岡晋
- 舞台監督助手：山本修司
- 演出補：福島三郎
- イラスト：早乙女道春
- 宣伝美術：鳥井和昌
- スチール：松井悦子
- 制作：大口星子、白井美和子、大竹亜由美、佐藤安里
- 協賛：サントリー株式会社
- 主催：（大阪公演）テレビ大阪、（福岡公演）IMS・FM-FUKUOKA、（相模原公演）相模原演劇鑑賞会
- 共催：（横浜公演）神奈川県立青少年センター
- 提供：（福岡公演）キョードー西日本
- 協力：（株）オリバーピープルズ東京ギャラリー、第一衣装、ネピュラプロジェクト、ポスター・ハリス・カンパニー、C-COM舞台装置
- 提携：シアタートップス、近鉄小劇場
- 制作協力：村山真理、浅井美衣、松本千恵子、康田喜代美、北川千珠子、杉浦亜紀、深瀬真由美、小泉晴美、田中忠一

#### 彦馬がゆく（再演）
- 1993年11月10日 - 11月19日（新宿シアタートップス）
- 1993年11月22日 - 12月5日（新宿紀伊國屋ホール）
- 1993年12月8日 - 12日（上本町近鉄小劇場）

キャスト
- 神田彦馬（写真師）：小林隆
- 菊（彦馬の妻）：斎藤清子
- 陽一郎（彦馬の長男）：相島一之
- 小豆（彦馬の娘）：宮地雅子
- 金之介（彦馬の次男）：伊藤俊人
- しのぶさん（陽一郎の恋人）：西田薫（劇団ショーマ）
- 桂小五郎（長州藩士）：梶原善
- 坂本竜馬（土佐脱藩浪人）：西村雅彦
- 伊藤俊介（長州藩士）：甲本雅裕
- 近藤勇（新選組組長）：阿南健治
- 西郷吉之助（薩摩藩士）：近藤芳正
- 高杉晋作（長州藩士）：野中功

スタッフ
- 作・演出：三谷幸喜
- 舞台美術：大竹潤一郎
- 照明：佐藤公徳
- 音響：河村徳子
- 衣装：宮本まさ江
- 結髪：坂本美粧
- 舞台監督：村岡晋、二本松武、堤橋真理
- 演出補：福島三郎
- 舞台監督助手：山本修司
- 照明操作：岡森万希
- 衣装助手：浜井貴子
- 床山：鈴木恵（坂本美粧）
- 制作助手：浅井美衣、福原真理
- 大道具制作：C-COM舞台装置
- 小道具：高津装飾美術
- 衣装協力：第一衣裳
- 協力：ポスター・ハリス・カンパニー、ネピュラプロジェクト
- 宣伝美術：鳥井和昌
- イラスト：早乙女道春
- 主催：（大阪公演）テレビ大阪
- 提携：シアタートップス、紀伊國屋書店、近鉄小劇場
- 協賛：サントリー株式会社
- 制作：佐藤安里、椎名浩子、白井美和子
- 製作：東京サンシャインボーイズ
- 制作協力：松本千恵子、康田喜代美、岡畑修二、小泉晴美、深瀬真由美、杉浦亜紀、飯泉友佳子、清野典子、上野ゆう子、関根和美、高櫛優子、小野美都子、水野千草、森山礼子、山崎一光

### 1994年

#### ショウ・マスト・ゴー・オン〜幕をおろすな（再演）
- 1994年4月1日 - 20日（新宿紀伊國屋ホール）
- 1994年4月23日・24日（天神都久志会館）
- 1994年4月27日 - 5月1日（上本町近鉄小劇場）

キャスト
- 進藤（舞台監督）：西村雅彦
- 木戸（舞台監督助手）：伊藤俊人
- 番場のえ（舞台監督助手）：高橋理恵子（演劇集団円）
- 大瀬康一郎（小屋主）：近藤芳正
- 栗林淳一（作家）：相島一之
- 八代平次（俳優）：阿南健治
- 久野あずさ（俳優）：野中功
- 佐渡島多喜夫（佐渡島守の父）：小林隆
- 中島辰男（やくざ風の男）：甲本雅裕
- 黒木七右衛門（小道具作りの名人）：梶原善
- 進藤あさ子（進藤の妻）：斎藤清子
- 宇沢萬（老俳優）：佐藤B作（東京ヴォードヴィルショー）（東京（4月2日夜・5日夜を除く）／小原雅人（福岡・大阪と東京4月2日夜・5日夜）
- ジョニー（宇沢萬の付き人）：小原雅人（東京（4月2日夜・5日夜を除く）／福島三郎（福岡・大阪と東京4月2日夜・5日夜）

スタッフ
- 作・演出：三谷幸喜
- 舞台美術：大竹潤一郎
- 照明：佐藤公徳
- 音響：河村徳子
- 衣装：宮本まさ江
- ヘアーメイク：豊川京子
- 舞台監督：村岡晋、二本松武
- 制作：佐藤安里、椎名浩子、浅井美衣、白井美和子
- 演出補：福島三郎
- 舞台監督助手：山本修司
- 大道具制作：C-COM舞台装置
- 小道具：高津装飾美術
- 衣装協力：（株）オリバーピープルズ東京ギャラリー、第一衣裳
- 協力：ポスター・ハリス・カンパニー、ネピュラプロジェクト
- 宣伝美術：鳥井和昌
- イラストレーション：早乙女道春
- 写真：芳賀一也
- 主催：（大阪公演）テレビ大阪、（福岡公演）KBC九州朝日放送
- 提携：紀伊國屋書店、近鉄小劇場
- 提供：（福岡公演）キョードー西日本
- 協賛：（大阪公演）非破壊検査株式会社
- 製作：東京サンシャインボーイズ
- 制作協力：飯泉友佳子、井上麻子、上野ゆう子、上原千友、岡田昌子、小野美都子、小泉晴美、杉浦亜紀、清野典子、関根和美、高櫛優子、日野玲子、深瀬真由美、水野千草、森山礼子

#### 東京サンシャインボーイズの「罠」
- 1994年9月15日 - 12月11日（シアタートップス）
- 1994年12月15日 - 19日（道新ホール）
- 1994年12月23日・24日（三重県総合文化センター小ホール）
- 1994年12月27日 - 31日（上本町近鉄小劇場）
- 1995年1月12日（岡山市民文化ホール）
- 1995年1月14日・15日（倉敷芸文館）

キャスト
エルサレムバージョン
- 丹下淳之介：近藤芳正
- 鴨田徹：西村雅彦
- 丸茂大介：野中功
- 細川ふみえ：谷川清美（演劇集団円）
- 西田常雄：阿南健治
- 宮窪豊：梶原善
- 岸本しげる：西田薫（劇団ショーマ）

オリエントバージョン
- 丹下淳之介：小林隆
- 鴨田徹：伊藤俊人
- 丸茂大介：小原雅人
- 細川ふみえ：宮地雅子
- 西田常雄：甲本雅裕
- 宮窪豊：相島一之
- 岸本しげる：斎藤清子

スタッフ
- 作：三谷幸喜
- 演出：山田和也
- 演出補：福島三郎
- 美術：大竹潤一郎
- 衣裳：合田瀧秀
- 照明：佐藤公徳
- 照明操作：岡森万希
- 音響：河村徳子
- 音響操作：小笠原康雅
- 舞台監督：村岡晋、二本松武
- 舞台監督助手：山本修司
- 劇中歌作曲：川崎晴美
- ナレーション：エイモン・ルーリー、special thanks to 二瓶鮫一
- 制作：佐藤安里、浅井美衣、椎名浩子、白井美和子
- 制作助手：上野ゆう子
- 大道具制作：C-COM舞台装置、（有）オサフネ製作所、（ゼペット）福田秋雄
- 小道具：高津装飾美術
- 衣装協力：（株）松竹衣裳
- 制作協力：ネピュラプロジェクト、ポスター・ハリス・カンパニー、城北商運（有）
- イラストレーション：早乙女道春
- パンフレット写真：芳賀一也
- 宣伝美術：鳥井和昌
- パンフレット編集協力：武田光宏、大竹亜由美
- 主催：（札幌公演）札幌演劇鑑賞協会、（津公演）（財）三重県文化振興事業団、（大阪公演）テレビ大阪、（岡山公演）岡山市民劇場、（倉敷公演）（財）倉敷市文化振興事業団、倉敷市、西日本放送
- 共催：（倉敷公演）倉敷市教育委員会
- 特別提携：シアタートップス
- 提携：近鉄小劇場
- 協力：ANA
- 助成：日本芸術文化振興基金
- 製作：東京サンシャインボーイズ
- 制作協力：飯泉友佳子、井上麻子、、上原千友、岡田昌子、小野美都子、小泉晴美、杉浦亜紀、清野典子、高櫛優子、日野玲子、深瀬真由美、水野千草、森山礼子

### 2009年

#### さよならシアタートップス 最後の文化祭「returns」
- 2009年3月18日 - 3月29日（新宿THEATER/TOPS最終公演）

キャスト
- 相島一之
- 西村雅彦
- 宮地雅子
- 小林隆
- 阿南健治
- 甲本雅裕
- 斎藤清子
- 小原雅人
- 梶原善
- 伊藤俊人
- 福島三郎
- 一橋壮太朗
- 野仲イサオ
- 近藤芳正
- 西田薫
- 谷川清美（演劇集団円）
- 吉田羊
- 戸田恵子（声の出演）
- 山寺宏一（声の出演）

スタッフ
- 作・演出：三谷幸喜
- 演出補：福島三郎
- 音楽：萩野清子
- 照明：佐藤公徳
- 音響：秀島正一
- 衣装：浜井貴子
- 制作：大竹亜由美、中村修子、山本星子、浅井美衣
- 舞台監督：山本修司、村岡晋
- 舞台監督助手：山口秀峰、椆瀬巧
- 舞台美術：大竹潤一郎（（株）日本テレビアート）
- 照明：佐藤公穂
- 照明スタッフ：高橋英哉、松村光子
- 照明協力：伊藤孝（ART CORE design）
- 音響：（株）ステージオフィス、星川毅、長柄篤弘、徳久礼子、大久保友紀、齋藤貴博
- 映像：奥秀太郎
- 小道具：高津映画装飾（株）
- 宣伝美術：鳥井和昌
- 宣伝写真：加藤孝
- 宣伝：吉田由紀子（吉田プロモーション）、中村修子
- 宣伝協賛：Next（（有）ネピュラエクストラサポート）
- 宣伝協力：ポスターハリスカンパニー
- 票券：サンライズプロモーション東京
- 企画統括：鈴木聡、福島三郎
- 制作：浅井美衣、石井久美子、馬場順子、山家かおり
- 協力：井上真由美、扇谷雅子、小松屋裕子、佐島由昭、寺内由紀、下條昌恵、安田みさと、山本星子
- THEATER/TOPS スタッフ：菊池摩美、和田慧明、山本了、田中達郎、久米宗隆、津田はつ恵、橋本あすか、後藤まどか
- 制作協力：（株）ケイファクトリー、（有）石井光三オフィス、（株）ミーアンドハーコーポレーション
- 主催：THEATER/TOPS

### 2024年
- リア玉（延期）
- ブロードウェイの生活 (2024年版)（延期）

### 2025年
- 蒙古が襲来 Mongolia is coming（パルコ・プロデュース2025 東京サンシャインボーイズ復活公演）[6]

2025年2月9日 - 3月2日（PARCO劇場）
キャスト
- 相島一之
- 阿南健治
- 伊藤俊人
- 小原雅人
- 梶原善
- 甲本雅裕
- 小林隆
- 近藤芳正
- 谷川清美
- 西田薫
- 西村まさ彦
- 野仲イサオ
- 宮地雅子
- 吉田羊

スタッフ
- 作・演出：三谷幸喜

- 「『蒙古が襲来』 JAPAN TOUR 2025」

2025年3月7日 - 5月5日（岡山、京都、長野、宮城、北海道、大阪、愛知、福岡、沖縄）